# Plectranthus emanuelii
Plectranthus emanuelii là một loài thực vật có hoa trong họ Hoa môi. Loài này được Buscal. & Muschl. miêu tả khoa học đầu tiên năm 1913.